# Cintrier
Dans un théâtre, un cintrier est un machiniste qui travaille dans les cintres. C'est un métier qui demande des qualités de précision, de calme, de vivacité et de discipline.
La tâche du cintrier consiste en particulier à « charger » « descendre » ou « appuyer » « monter » les perches (en bois) ou porteuses (en acier) sur lesquelles sont accrochés rideaux, décors et appareils d'éclairage.